# Buchanan Dam
Buchanan Dam is een plaats (census-designated place) in de Amerikaanse staat Texas, en valt bestuurlijk gezien onder Llano County.

## Demografie
Bij de volkstelling in 2000 werd het aantal inwoners vastgesteld op 1688.

## Geografie
Volgens het United States Census Bureau beslaat de plaats een oppervlakte van
52,2 km², waarvan 19,7 km² land en 32,5 km² water.

## Plaatsen in de nabije omgeving
De onderstaande figuur toont nabijgelegen plaatsen in een straal van 24 km rond Buchanan Dam.